# Salzburg (bang)

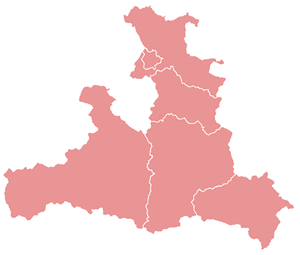
Các huyện trong Salzburg.

Salzburg (phát âm [ˈzaltsbʊʁk]; tiếng Áo-Bavaria: Såizburg; dịch nghĩa đen là: "Lâu đài muối") là bang của Cộng hòa Áo với diện tích 7.155 km², nằm giáp với biên giới nước Đức. Bang này còn được biết đến là Salzburgerland, để phân biệt với thủ phủ cùng tên là thành phố Salzburg. Với dân số 529.085 người, bang này là một trong những bang có ít dân của Áo.

### Vị trí

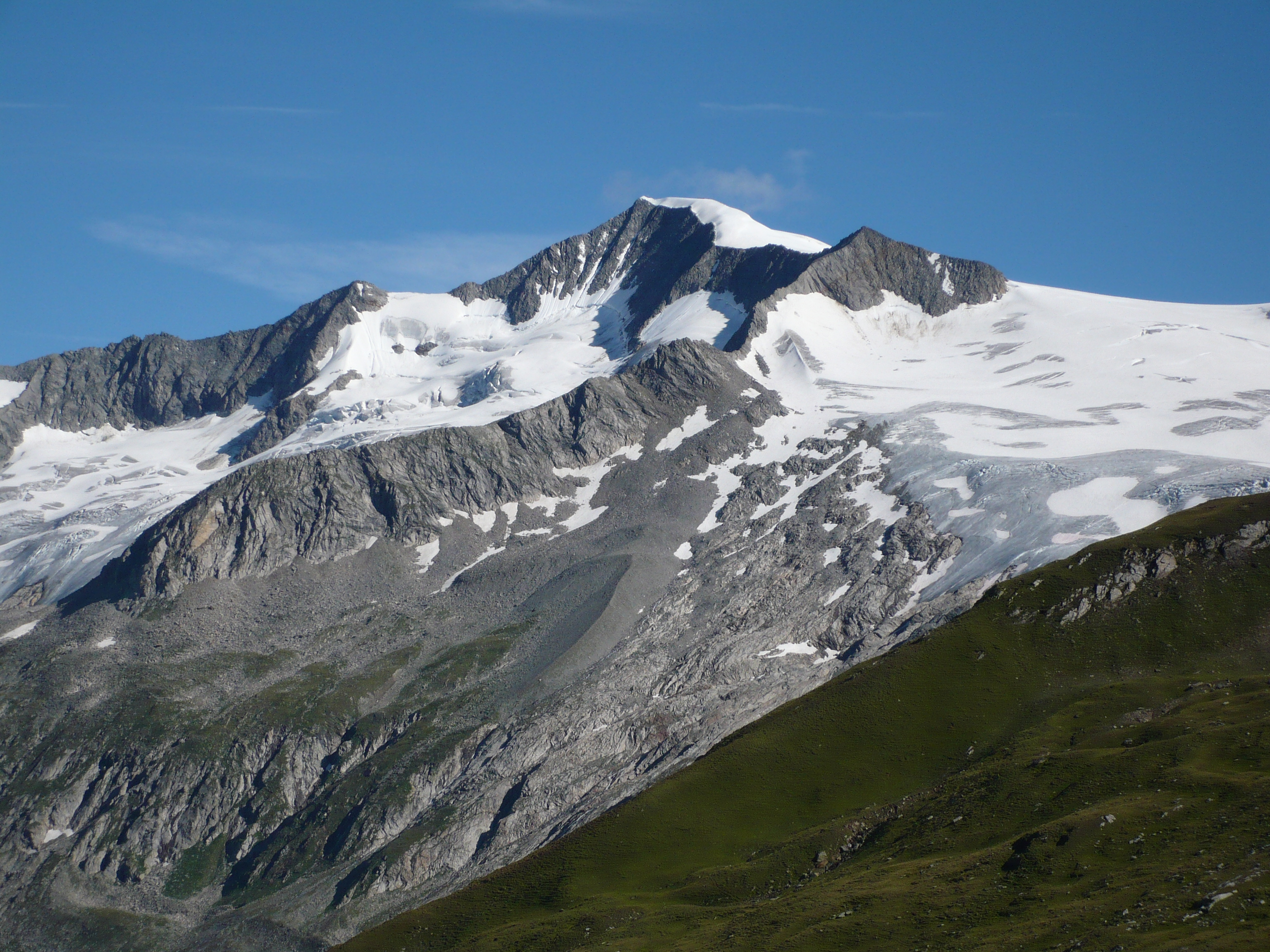
Ngọi núi Großvenediger

Salzburgerland cùng với con sông Salzach — nằm giữa Thượng Áo, Steiermark, Kärnten, Tyrol, Nam Tyrol của Italia và bang Bayern của Đức.
Ngọn núi cao nhất ở Salzburg là đỉnh Großvenediger với một độ cao là 3662 m; ngọn núi này cũng là núi cao thứ 4 ở Áo. Trong số ranh giới của tiểu bang 174 km cũng đồng thời là ranh giới nước Áo, phần lớn là phần nằm phía Tây Bắc ranh giới với Bayern/Đức và một phần nhỏ phía tây Nam với im Südwesten zu Nam Tirol/Ý. Ngoài ra Salzburg về phía Tây và Nam Tây có biên giới với Tirol, phía Đông Bắc với Oberösterreich, về phía Đông với Steiermark và về phía Nam với Kärnten.

## Hành chánh

### Huyện và thành phố
Bang Salzburg chia làm 5 huyện hành chánh và một thành phố, thành phố Salzburg. 
| Kfz | Huyện                | Gau       | Diện tích in km² | Dân số 1. Januar 2017 |
| --- | -------------------- | --------- | ---------------- | --------------------- |
| S   | Salzburg-Stadt       | Thủ phủ   | 65.64            | includeonly>152367    |
| HA  | Hallein              | Tennengau | 668.51           | includeonly>59819     |
| SL  | Salzburg-Umgebung    | Flachgau  | 1004.79          | includeonly>149856    |
| JO  | St. Johann im Pongau | Pongau    | 1754.91          | includeonly>79872     |
| TA  | Tamsweg              | Lungau    | 1019.93          | includeonly>20426     |
| ZE  | Zell am See          | Pinzgau   | 2642.26          | includeonly>86923     |

- Ngoại ô Salzburg (Flachgau)
- Thành phố Salzburg (Thủ phủ)
- Huyện Hallein (Tennengau)
- Huyện Zell am See (Pinzgau)
- Huyện St. Johann im Pongau (Pongau)
- Huyện Tamsweg (Lungau)

### Các phường có địa vị thành phố
Trong bang Salzburg có 11 phường với địa vị thành phố. (trong ngoặc kép là số dân)
- Salzburg (50101)
- Hallein (50205)

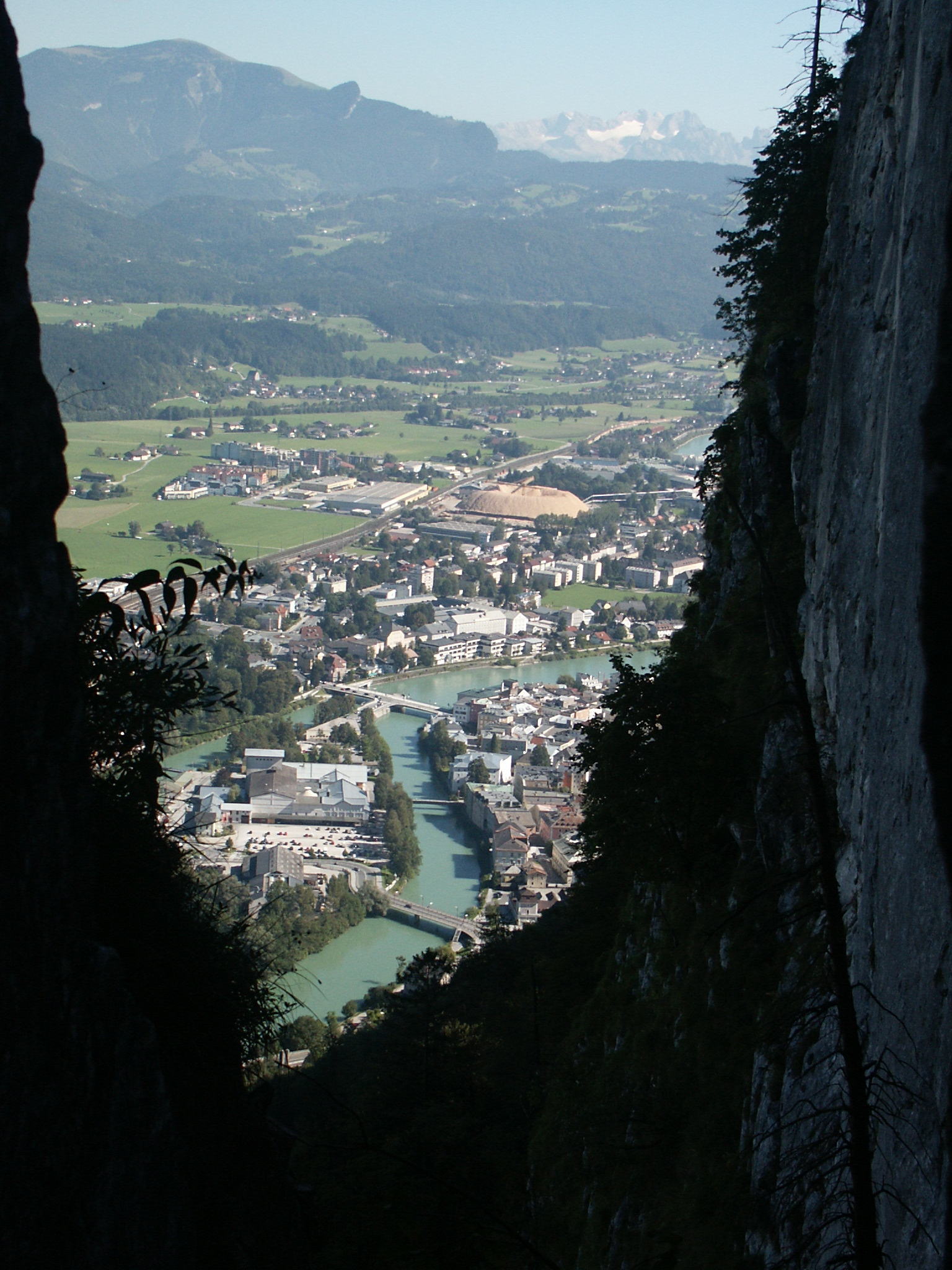
Hallein nhìn từ Barmstoa

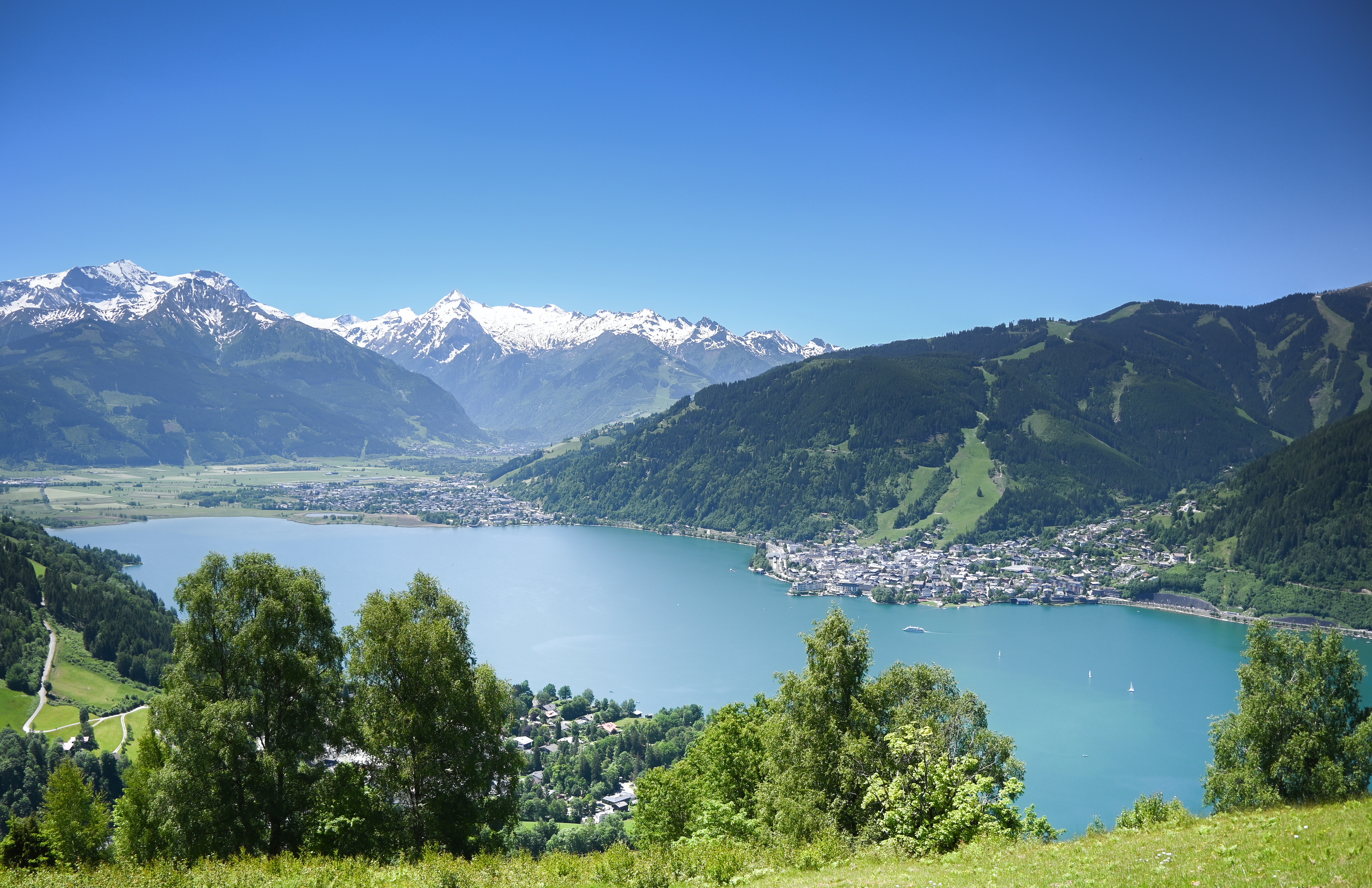
Zell am See

- Saalfelden am Steinernen Meer (50619)
- St. Johann im Pongau (50418)
- Bischofshofen (50404)
- Seekirchen am Wallersee (50339)
- Zell am See (50628)
- Neumarkt am Wallersee (50324)
- Oberndorf bei Salzburg (50326)
- Mittersill (50613)
- Radstadt (50417)

| - Salzburg (150.269 người) - Hallein (19.473 người) - Saalfelden (15.661 người) - Wals-Siezenheim (11.100 người) | - Sankt Johann im Pongau (10.259 người) - Bischofshofen (10.061 người) - Zell am See (9.991 người) - Seekirchen (9.513 người) |